# Melanophryniscus sanmartini
Melanophryniscus sanmartini es una especie de anfibios de la familia Bufonidae.
Se encuentra en Uruguay y Brasil.
Su hábitat natural incluye praderas templadas, ríos y áreas rocosas.
Está amenazada de extinción.